# Delicatessen (programa de ràdio)
|  | Per a altres significats, vegeu «Delicatessen». |

Delicatessen (també escrit com DeliCatessen) és un programa radiofònic que s'emet a iCat, i anteriorment al canal principal de Catalunya Ràdio. Va començar el 1994 i actualment s'emet cinc dies de setmana.
El programa —que dura d'una hora— s'emet actualment de dilluns a divendres, liderat per Albert Puig. Va començar la seva història el 1994, amb presentacions de música seleccionada per Puig. Al programa es presenta sovint nous talents als escenaris musicals català i internacional. També és disponible com un podcast.
Pel seu treball a Delicatessen Puig va ser guardonat amb un premi ARC el 2018.